# Herman Reichenbach
Herman Rudolf Reichenbach (* 6. Juli 1898 in Hamburg; † 20. April 1958 in Anderson, Indiana) war ein deutsch-amerikanischer Musikpädagoge.

## Leben und Tätigkeit
Reichenbach war ein Sohn des Kaufmanns Bruno Reichenbach und seiner Frau Selma, geb. Menzel. Sein Bruder war der Philosoph Hans Reichenbach.
Reichenbach studierte nach der Teilnahme am Ersten Weltkrieg ab 1919 Musik sowie Mathematik und Physik in Wien, Freiburg und Berlin. 1922 promovierte er mit einer Arbeit über Wandlungen im Musikinstrumentarium vom Barock zur Klassik zum Dr. phil. 1924 wurde er Assistent von Ernst Kurth, danach Musiklehrer in Friedrichshafen.
Von 1925 bis 1933 amtierte Reichenbach als Direktor der Städtischen Volksmusikhochschule in Berlin. Ab 1927 war er zugleich Dozent an der Staatlichen Akademie für Kirchen- und Schulmusik und ab 1930 Direktor der Musikabteilung des Zentralinstituts für Erziehung und Unterricht. Daneben publizierte er die Fachzeitschrift Pro Musica.
Nach der Machtergreifung der Nationalsozialisten im Frühjahr 1933 wurde Reichenbach aufgrund seiner jüdischen Herkunft und seiner Mitgliedschaft im Sozialistischen Kulturbund aus dem Staatsdienst entlassen. Daraufhin zog er noch im selben Jahr in die Schweiz und von dort 1934 in die Sowjetunion, wo er am Moskauer Konservatorium lehrte und dessen Direktor wurde. 1936 setzte der Große Terror ein und Reichenbach verließ Ende 1937/Anfang 1938 das Land. Er siedelte in die Vereinigten Staaten über, wo er am Mary Washington College in Fredericksburg in Virginia lehrte. 1948 wechselte er an das Wilson College in Chambersburg in Pennsylvania.
Von den nationalsozialistischen Polizeiorganen wurde Reichenbach nach seiner Emigration als Staatsfeind eingestuft. Im Frühjahr 1940 setzte das Reichssicherheitshauptamt in Berlin – das ihn irrtümlich in Großbritannien vermutete – ihn auf die Sonderfahndungsliste G.B., ein Verzeichnis von Personen, die im Falle einer erfolgreichen deutschen Invasion Großbritanniens durch die Sonderkommandos der SS-Einsatzgruppen mit besonderer Priorität ausfindig gemacht und verhaftet werden sollten.

## Schriften
- Wandlungen im Musikinstrumentarium vom Barock zur Klassik in Deutschland, 1923.
- Formenlehre der Musik, 1929.
- Modern canons, 1946.